# One Can Only Hope
One Can Only Hope is de zesde aflevering van het negende seizoen van de televisieserie ER, die voor het eerst werd uitgezonden op 7 november 2002.

## Verhaal
Dr. Corday krijgt een patiënte met een ernstige leverziekte, de patiënte geeft een niet reanimeren verklaring af. Dr. Corday wordt boos op Nathan als hij haar toch over kan halen om deze verklaring in te trekken, en een aanvraag voor een levertransplantatie in te dienen. Zij denkt dat zij beter af is met het besef dat zij snel zal sterven. Ondertussen krijgt zij een veertienjarige patiënte onder behandeling die bewusteloos wordt binnengebracht. Zij vindt sporen op haar van seksueel geweld en vermoedt dat zij verkracht is. Dit vertelt zij ook aan de vader van het slachtoffer, als de patiënte later bijkomt herinnert zij zich niets van de verkrachting. De vader van het slachtoffer vraagt aan dr. Corday om niets over de verkrachting te vertellen om zo haar te beschermen. De patiënte verklaart later aan dr. Corday dat zij niet verkracht is maar dat zij vrijwillige seks heeft gehad onder invloed van drugs. 
Lockhart krijgt bezoek van haar broer Eric, zij merkt al snel dat hij zich anders gedraagt. Zij is bang dat hij aan een bipolaire stoornis lijdt, zoals hun moeder. Ondertussen moet zij lijdzaam toezien als de complete verpleegsterstaf een petitie heeft ingediend tegen dr. Kovac. 
Dr. Jing-Mei wordt bedreigd door een patiënt, dr. Pratt troost haar en er ontstaat een seksuele spanning tussen hen.

## Rolverdeling

### Hoofdrollen
- Noah Wyle - Dr. John Carter
- Laura Innes - Dr. Kerry Weaver
- Mekhi Phifer - Dr. Gregory Pratt
- Alex Kingston - Dr. Elizabeth Corday
- Goran Višnjić - Dr. Luka Kovac
- Sherry Stringfield - Dr. Susan Lewis
- Ming-Na - Dr. Jing-Mei Chen
- Paul McCrane - Dr. Robert Romano
- Maura Tierney - verpleegster Abby Lockhart
- Laura Cerón - verpleegster Chuny Marquez
- Deezer D - verpleger Malik McGrath
- Yvette Freeman - verpleegster Haleh Adams
- Julie Ann Emery - ambulancemedewerker Niki Lumley
- Lyn Alicia Henderson - ambulancemedewerker Pamela Olbes
- Emily Wagner - ambulancemedewerker Doris Pickman
- Sharif Atkins - Michael Gallant
- Don Cheadle - Paul Nathan
- Tom Everett Scott - Eric Wyczenski
- Leslie Bibb - Erin Harkins
- Abraham Benrubi - Jerry Markovic

### Gastrollen (selectie)
- Lake Bell - Simone Phillips
- Deborah May - Mary Cain
- Elizabeth Rice - Sara Pasbalas
- Peter Mackenzie - Mr. Pasbalas
- Keith Szarabajka - Mr. DeLuca
- Nora Zimmett - Alison DeLuca
- Audrey Wasilewski - politieagente Wetterling
- Marcello Thedford - Leon
- Joseph Anthony - Scalise